# 히라코역
히라코역(일본어: 平子駅)은 일본 히로시마현 쇼바라시에 위치한 서일본 여객철도 게이비 선의 철도역이다. 단선 승강장 1면 1선의 구조를 갖춘 지상역이다.

## 역 주변
- 국도 제183호선

## 역사
- 1952년 2월 1일 : 게이비 선의 빈고사이조 역 - 다카 역 간에 신설 개업.
- 1972년 9월 1일 : 무인화.
- 1987년 4월 1일 : 일본국유철도 분할 민영화에 의해, 서일본 여객철도가 승계.

## 인접 역
| 서일본 여객철도 게이비 선 | 서일본 여객철도 게이비 선 | 서일본 여객철도 게이비 선 |
| ------------------------- | ------------------------- | ------------------------- |
| 빈고사이조 니미 방면      | ■ 게이비 선               | 다카 히로시마 방면        |